# Margaret Seddon
Pour les articles homonymes, voir Seddon.
Margaret Seddon est une actrice américaine, née Marguerite Hungerford Whiteley Sloan le 18 novembre 1872 à Washington (district de Columbia), morte le 17 avril 1968 à Philadelphie (Pennsylvanie).

## Biographie
Marguerite Hungerford Whiteley Sloan entame sa carrière d'actrice au théâtre en prenant le nom de scène Margaret Seddon, notamment dans le répertoire du vaudeville. Elle joue à Broadway (New York) dans deux pièces, représentées respectivement en 1911 et 1913-1914.
Au cinéma, elle débute dans deux films sortis en 1915. Elle contribue à une cinquantaine d'autres films muets américains jusqu'en 1928, dont Sonny d'Henry King (1922, avec Richard Barthelmess et Pauline Garon) et Fraternité de King Vidor (1925, avec Eleanor Boardman et Harrison Ford).
Puis elle apparaît dans une cinquantaine de films parlants à partir de 1929, dont L'Extravagant Mr. Deeds de Frank Capra (1936, avec Gary Cooper et Jean Arthur) et Mon secrétaire travaille la nuit de Mitchell Leisen (1942, avec Rosalind Russell et Fred MacMurray). Son avant-dernier film est House by the River de Fritz Lang (1950, avec Louis Hayward et Jane Wyatt). Le dernier est un western sorti en 1951 et il n'en eu pas de suivant.
Pour la télévision, Margaret Seddon joue uniquement dans le premier épisode, diffusé en 1953, de la série Letter to Loretta (en).

## Théâtre à Broadway (intégrale)
- 1911 : Modern Marriage d'Harrison Rhodes
- 1913-1914 : The Things That Count de Lawrence Eyre

## Filmographie partielle

### Au cinéma
- 1915 : The Dawn of Tomorrow de James Kirkwood Sr. : Polly
- 1917 : Miss Robinson Crusoe de Christy Cabanne : Tante Éloïse
- 1919 : The Country Cousin (en) d'Alan Crosland : Mme Howitt
- 1920 : The Miracle of Money d'Hobart Henley : Patricia Hodges
- 1920 : Headin' Home : la mère de Babe Ruth
- 1921 : Just Around the Corner (en) de Frances Marion : Ma Birdsong
- 1921 : School Days de William Nigh : L'enseignante
- 1921 : Les Rapaces (The Inside of the Cup) d'Albert Capellani : Mme Garvin
- 1921 : The Case of Becky de Chester M. Franklin : Mme Emerson
- 1921 : The Highest Law de Ralph Ince : Mme Goodwin
- 1922 : Timothy's Quest de Sidney Olcott : Samantha Ann Ripley
- 1922 : Sonny d'Henry King : Mme Crosby
- 1922 : The Lights of New York de Charles Brabin : Mme Reid
- 1922 : Women Men Marry d'Edward Dillon : Hetty Page
- 1923 : Le Châle aux fleurs de sang (The Bright Shawl) de John S. Robertson : Carmencita Escobar
- 1923 : Little Church Around the Corner de William A. Seiter : Mme Wallace
- 1923 : La Première Femme (Brass) de Sidney Franklin : Mme Baldwin
- 1923 : The Gold Diggers d'Harry Beaumont : Mme La Marr
- 1924 : Une dame de qualité (A Lady of Quality) d'Hobart Henley : Lady Daphne Wildairs
- 1924 : Un pleutre (The Snob) de Monta Bell : Mme Curry
- 1924 : Through the Dark de George W. Hill : La mère McGinn
- 1924 : Les Naufragées de la vie (Women Who Give) de Reginald Barker : Ma Keeler
- 1925 : New Lives for Old de Clarence G. Badger : La veuve Turrene
- 1925 : Si les hommes pouvaient (Wages for Wives) de Frank Borzage : Annie Bailey
- 1925 : A Broadway Butterfly de William Beaudine : Mme Steel
- 1925 : Les Cadets de la mer (The Midshipman) de Christy Cabanne : Mme Randall
- 1925 : Fraternité (Proud Flesh) de King Vidor : Mme O'Malley
- 1925 : Sa vie (The Lady) de Frank Borzage : Mme Cairns
- 1926 : Wild Oats Lane de Marshall Neilan : La mère
- 1926 : The Nickel-Hopper de F. Richard Jones et Hal Yates
- 1926 : Rolling Home de William A. Seiter : Mme Alden
- 1926 : A Regular Scout de David Kirkland : Mme Monroe
- 1927 : Matinee Ladies de Byron Haskin : Mme Smith
- 1927 : Silk Legs d'Arthur Rosson : Mme Fulton
- 1927 : Driven from Home de James Young
- 1927 : La Galante Méprise (Quality Street), de Sidney Franklin : Nancy Willoughby
- 1928 : Les hommes préfèrent les blondes (Gentlemen Prefer Blondes) de Malcolm St. Clair : La mère de Lorelei
- 1928 : The Actress de Sidney Franklin : Mlle Trafalgar Gower
- 1929 : Bellamy Trial de Monta Bell : La mère Ives
- 1929 : She Goes to War d'Henry King : La mère de Tom
- 1930 : The Dude Wrangler de Richard Thorpe : Tante Mary
- 1930 : Dancing Sweeties (en) de Ray Enright : Mme Cleaver
- 1930 : Divorce Among Friends de Roy Del Ruth : La servante
- 1932 : Bachelor Mother de Charles Hutchinson : Cynthia Wilson
- 1932 : Chagrin d'amour (Smilin' Through) de Sidney Franklin : Ellen
- 1933 : The Return of Casey Jones (en) de John P. McCarthy : Mme Mary Martin
- 1933 : Héros à vendre (Heroes for Sale) de William A. Wellman : Jeanette Holmes
- 1933 : Midshipman Jack de Christy Cabanne : Mme Burns
- 1933 : The Worst Woman in Paris? de Monta Bell : Mme John Strong
- 1934 : Un jour une bergère (Babes in Toyland) de Gus Meins et Charley Rogers : La veuve Piper
- 1935 : The Flame Within, d'Edmund Goulding : Mme Ida Grenfell
- 1935 : David Copperfield (The Personal History, Adventures, Experience, & Observation of David Copperfield the Younger) de George Cukor : La tante de Dora
- 1935 : It's in the Air de Charles Reisner
- 1935 : Two Sinners d'Arthur Lubin : Mme Summerstone
- 1935 : The Girl Friend d'Edward Buzzell : Grandma Henry
- 1936 : La Rebelle (A Woman Rebels) de Mark Sandrich : Serena
- 1936 : Let's Make a Million de Ray McCarey : Tante Martha
- 1936 : L'Extravagant Mr. Deeds (Mr. Deeds Goes to Town) de Frank Capra : Jane Faulkner
- 1936 : L'Appel de la folie (College Holiday) de Frank Tuttle : Mme Schloggenheimer
- 1937 : Déjeuner pour deux (Breakfast for Two) d'Alfred Santell : Une actionnaire
- 1937 : Charmante Famille (Danger – Love at Work) d'Otto Preminger : Tante Pitty
- 1939 : Raffles, gentleman cambrioleur (Raffles) de Sam Wood : Maud Holden
- 1940 : Friendly Neighbors de Nick Grinde : Martha Williams
- 1940 : L'Étrange Cas du docteur Kildare (Dr. Kildare's Strange Case) de Harold S. Bucquet
- 1940 : Mines de rien (The Bank Dick) d'Edward F. Cline : La vieille dame dans le bus
- 1941 : Dr. Kildare's Wedding Day (en) d'Harold S. Bucquet : Mme Bartlett
- 1942 : Mon secrétaire travaille la nuit (Take a Letter, Darling) de Mitchell Leisen : Tante Judy
- 1942 : The Wife Takes a Flyer (it) de Richard Wallace : Une jumelle
- 1942 : La Folle Histoire de Roxie Hart (Roxie Hart) de William A. Wellman : Mme Wadsworth
- 1943 : The Meanest Man in the World de Sidney Lanfield : Mme Frances H. Leggitt
- 1943 : Sherlock Holmes à Washington (Sherlock Holmes in Washington) de Roy William Neill : Mlle Pringle
- 1950 : House by the River de Fritz Lang : Mme Whittaker
- 1951 : Three Desperate Men de Sam Newfield : Mme Denton

### À la télévision (intégrale)
- 1953 : Letter to Loretta
  - Saison 1, épisode 1 Trial Run de Robert Florey : Tante Grace